# Makarkinia adamsi
Makarkinia adamsi (лат.) — ископаемый вид сетчатокрылых насекомых из семейства каллиграмматид (Kalligrammatidae). Бразилия (Bacia do Araripe), меловой период (аптский ярус, около 120 млн лет). 
Крупные ископаемые насекомые, похожие на бабочек. Длина крыльев до 160 мм, ширина до 39 мм. Как и у бабочек, крылья покрыты чешуйками. На крыльях глазчатые пятна отсутствуют (у близкого вида Makarkinia kerneri они крупные до 10 мм). Вид был впервые описан в 1992 году под первоначальным названием Panfilovia adamsi Martins-Neto, 1992 в составе семейства Panfiloviidae (Makarkiniinae).